# Лосиевский, Игорь Яковлевич
Игорь Яковлевич Лосиевский (укр. Ігор Якович Лосієвський; род. 5 июня 1957, г. Харьков) — украинский документовед, библиотековед, литературовед, библиограф, поэт. Доктор филологических наук (1999). Заслуженный работник культуры Украины (2007). Заведующий научно-исследовательским отделом документоведения, коллекций редких изданий и рукописей Харьковской государственной научной библиотеки им. В. Короленко, профессор кафедры информационного, библиотечного и архивного дела Харьковской государственной академии культуры.

## Биография
Игорь Лосиевский родился 5 июня 1957 года в городе Харькове в семье служащих. Учился в средней школе № 50 (1964—1974). Окончил филологический факультет Харьковского государственного университета (1979). Проходил студенческую практику по польскому языку и литературе в Познанском университете им. Адама Мицкевича (1976). Во время учёбы писал в газету «Харьковский университет». Был внештатным сценаристом литературно-художественных передач при Харьковском комитете по радио и телевидению (1979—1980). С 1980 года работает в Харьковской государственной научной библиотеке им. В. Короленко: заведующий сектором украинской книги отдела старопечатных книг, редких и ценных изданий (1980), с 1984 года заведующий этим отделом, ныне — научно-исследовательского отдела документоведения, коллекций редких изданий и рукописей. С 2008 года начал преподавать в Харьковской государственной академии культуры (ХГАК) как профессор кафедры библиотековедения и социальных коммуникаций, с 2014 года — профессор кафедры документоведения и книговедения. Член диссертационного совета ХГАК по специальности 27.00.02 документоведение, архивоведение и 27.00.03 книговедение, библиографоведение. Входил в специализированные учёные советы Института литературы им. Т. Г. Шевченко НАН Украины и Харьковского национального университета им. В. Н. Каразина.

## Научно-исследовательская деятельность
В круг научных интересов Игоря Лосиевского входит документо-, книго-, библиотеко-, библиографо-, литературоведение, а также история религий и социология. В 1985 году защитил кандидатскую диссертацию на тему «Русская литература Украины первой четверти XIX в.» и получил учёную степень кандидата филологических наук. В 1999 году защитил докторскую диссертацию «Анна Ахматова: проблемы научной биографии» и получил учёную степень доктора филологических наук. Защита обеих диссертаций проходила в Институте литературы им. Т. Г. Шевченко НАН Украины. В 2013 году присвоено учёное звание доцента. Автор 5 научных монографий, имеет около 450 публикаций. Является составителем и научным редактором около 90 научных изданий.
Разработал, издал и преподаёт в ХГАК курс «Экспертиза ценности документных памятников» для студентов и магистров образовательного направления «Книговедение, библиотековедение и библиография» и «Музееведение, памятниковедение». Преподавал спецкурсы и читал литературоведческие лекции студентам харьковских вузов, Донецкого и Познанского университетов.
Игорь Лосиевский проводит большую поисковую работу, сотрудничает с коллекционерами, благодаря чему фонды Харьковской государственной научной библиотеки им. В. Г. Короленко пополнились инкунабулами, палеотипами, украинскими и иностранными старопечатными книгами, автографами выдающихся писателей, учёных, деятелей искусства. В 1981—1982 годах обнаружил в фондах библиотеки и исследовал фрагменты личной библиотеки Мелетия Смотрицкого. Создал ряд коллекций архивов и книжных памятников, около 60-ти личных фондов деятелей науки и культуры. Является инициатором систематизации специализированных, обработки архивных документов, музейных и виртуальных форм пропаганды документальных памятников. Начал специализированную обработку архивных документов, организацию коллекции рукописных книг и архивных материалов.

## Литературное творчество
Литературным творчеством начал заниматься в школьные годы. Первая публикация Игоря Лосиевского — стихотворение «Не надо!» — было напечатано в 1972 году под псевдонимом Коля Александров в журнале «Пионер». Автор поэтических сборников, вышедших в Харькове: «Итака» (1997), «Долгие проводы» (2007), «Колонна: шестьдесят стихотворений» (2017).

## Основные научные работы
- Первопечатные отечественные издания в харьковских коллекциях: Свод. каталог (1987)
- Русская лира с Украины: русские писатели Украины первой четверти XIX века (1993)
- Присутствие идеала. Чехов и русский философско-художественный ренессанс начала ХХ в.: Очерки (1994)
- Анна Всея Руси: жизнеописание Анны Ахматовой (1996)
- Научная биография писателя: проблемы интерпретации и типологии (1998)
- Встреча с Петраркой: из наблюдений над интертекстом в чичибабинской лирике (2005)
- Автографи діячів науки і культури на книгах із фондів ХДНБ ім. В. Г. Короленка: Тексти, факсиміле, біобібліографічні матеріали (2008)
- Експертиза цінності документних пам'яток (2013)

## Награды
- Заслуженный работник культуры Украины (2007)[2]
- Почётная грамота Кабинета Министров Украины (2011)
- Почётный знак отличия Харьковского областного совета «Слобожанская слава» (2013)
- Лауреат муниципальной премии имени Бориса Чичибабина (2005)
- Отличие Фонда памяти Блаженнейшего Митрополита Владимира (2019)[6]